# Azelerbeek
De Azelerbeek (ook: Azelose Beek) is een beek bij Azelo in de Nederlandse provincie Overijssel. De beek die stroomopwaarts Oelerbeek heet, stroomt vanuit Twickel vanaf de Noordmolen in de buurtschap Deldeneresch langs Azelo en Zenderen om ten noorden van Zenderen uit te monden in de Bornse Beek.

## Afbeeldingen

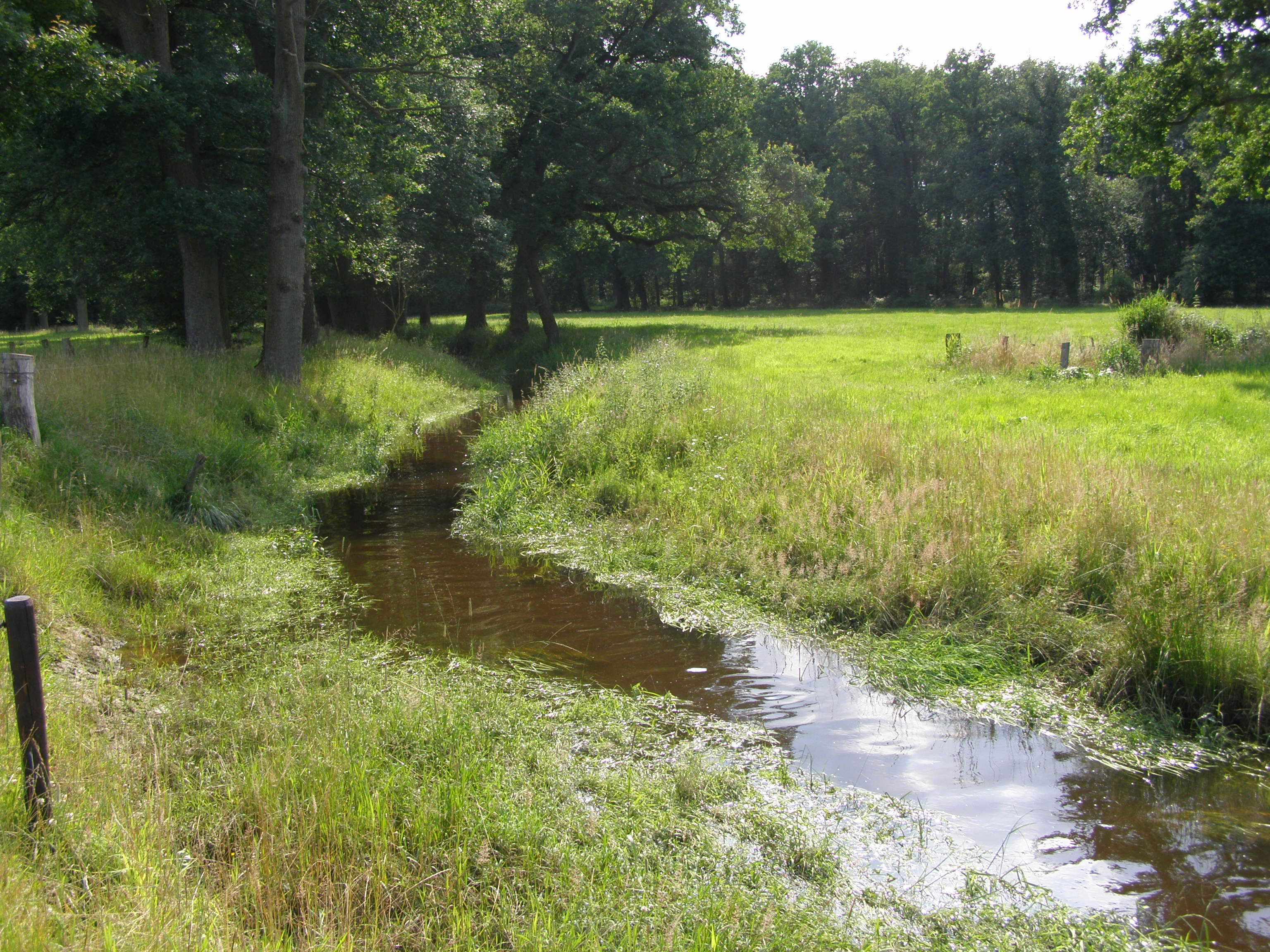
De Azelerbeek op het landgoed Twickel
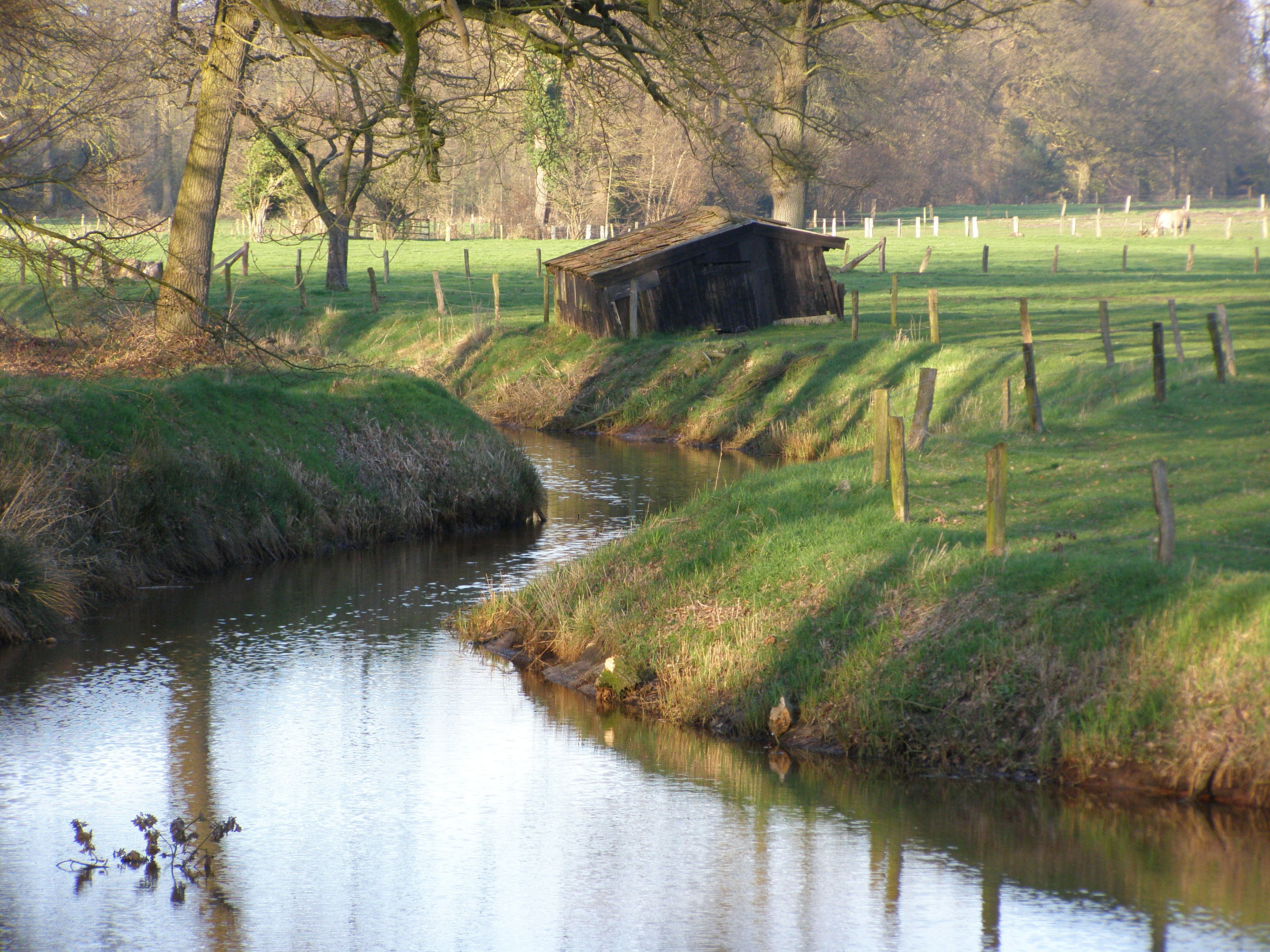
Vanaf de Noordmolen stroomt de Azelerbeek in noordelijke richting
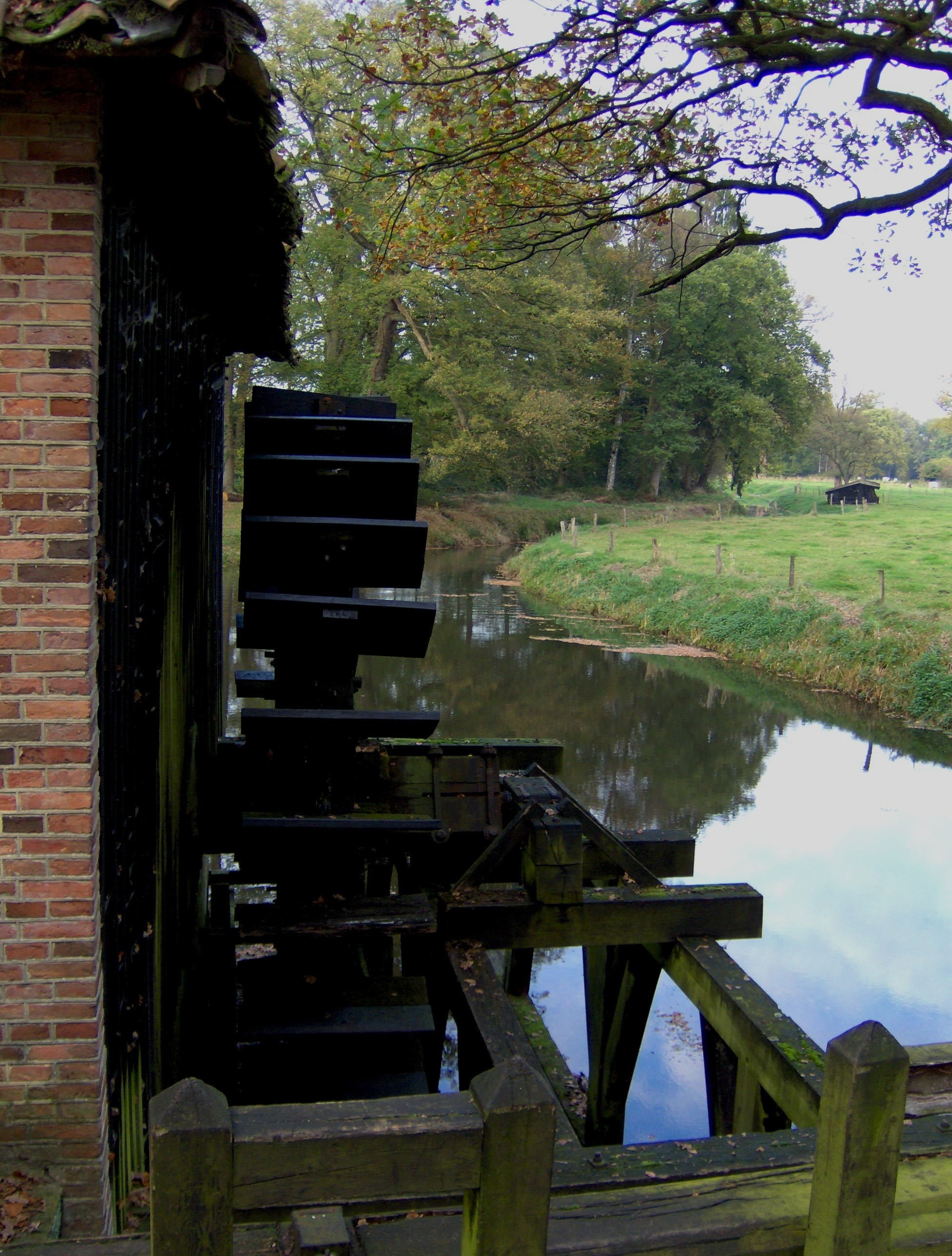
De Azelerbeek, die het rad van de Noordmolen aandrijft